# Бабино (Вологодская область)
Бабино — деревня в Сямженском районе Вологодской области.
Входит в состав Житьёвского сельского поселения, с точки зрения административно-территориального деления — в Филинский сельсовет.
Расстояние до районного центра Сямжи по автодороге — 33,5 км, до центра муниципального образования Житьёва по прямой — 17 км. Ближайшие населённые пункты — Подлесная, Корниловская, Спасское.
По переписи 2002 года население — 25 человек (12 мужчин, 13 женщин). Всё население — русские.